# Яромар III
Яромар III (*до 1249 — бл. 1285) — князь Рюгену у 1260—1285 роках.

## Життєпис
Походив з династії віславичів. Син Яромара II, князя Рюгену, та Евфемії Померанської. Вперше згадується у 1249 році. Після смерті батька стає співволодарем свого старшого брата Віслава II.
У 1260 році після смерті батька став співволодарем свого брата. Втім, з огляду на молодість фактично передав старшому брату. Про нього практично не було згадок, лише у 1268 році. Напевне, пов'язано з хворобою, в державних справах мало брав участі. Помер імовірно близько 1285 року.